# M/S Storegut
M/S Storegut är en K-märkt norsk tågfärja som trafikerade  Tinnsjø i Tinns kommun i Telemark fylke i Norge till 1991 då Tinnosbanen lades ned.
Hon byggdes 1956 på Glommen Mekaniske Verksted och transporterades med järnväg till slipen i Tinnoset, där hon färdigställdes. Hon var då Nordeuropas största insjöfärja.
Storegut beställdes av Norsk Hydro som ersättare för S/S Ammonia för transport av deras produkter från anläggningen i Rjukan med  Rjukanbanan i samarbete med NSB.
Hon transporterade 8 000–10 000 järnvägsvagnar med bland annat ammoniumnitrat, ammoniak och salpetersyra varje år samt passagerare. Passagerartrafiken lades ned 1986.
Färjan kulturskyddades tillsammans med föregångaren Ammonia av Riksantikvaren år 2009 och ligger vid kaj i Mæl. Storegut är en del av industriminnet Rjukan-Notodden som utsågs till världsarv av Unesco år 2015.